# بيتر سارناك
بيتر سارناك (من مواليد 18 ديسمبر 1953) هو عالم رياضيات من جنوب أفريقيا وله جنسيات مزدوجة من جنوب إفريقيا وأمريكا.

## الجوائز والتكريم
- جائزة أوستروفسكي (2001).[8]